# くらこんホールディングス
株式会社くらこんホールディングスは、大阪府枚方市に本社を置く、主に昆布を中心とした水産食品の加工をおこなう食品メーカーである株式会社くらこんなどを傘下に置く持株会社である。旧社名は小倉屋昆布食品株式会社（おぐらやこんぶしょくひん）。

## 概要
1921年（大正10年）、創業者である伝宝岩吉が、小倉屋松原国太郎商店からののれん分けにより、大阪市北区で昆布問屋を創業したのが会社の始まり。1960年（昭和35年）、株式会社改組により小倉屋昆布食品株式会社を設立。湯戻しするだけの即席昆布巻「をぐらや巻」のヒットで会社を不動のものとする。
塩昆布、とろろ昆布、出し昆布、佃煮昆布など海藻全般、その他ふりかけ、煮豆や惣菜類を生産している。 主に「くらこん」というブランドで販売している。ブランド名をもじり「びっくらこん!」、「こんぶのくらこん」、更に塩昆布と部長の文字を足した「塩こん部長」といったフレーズでテレビCMなどを展開している。
2008年（平成20年）、枚方・宮崎工場等の製造部門を株式会社くらこんへ分社。以降対外活動における社名として「株式会社くらこん」の方を使用している。
2014年（平成26年）、小倉屋昆布食品株式会社は商号を株式会社くらこんホールディングスに変更した。

## 事業所
株式会社くらこんホールディングス本社・株式会社くらこん本社
- 大阪府枚方市招提田近2-1-3

株式会社くらこん枚方工場
- 大阪府枚方市招提田近3-9

株式会社くらこん九州工場
- 宮崎県延岡市北川町川内名7700

東京営業所
- 東京都港区芝2-3-12 芝アビタシオンビル6F

名古屋営業所
- 愛知県小牧市岩崎字堤下637-4

広島営業所
- 広島県広島市西区草津新町1-6-9 NYビル1F

高松営業所
- 香川県高松市寺井町1123-7

福岡営業所
- 福岡県小郡市祇園1-5-8 小郡ビル1F

## 主な商品
昆布加工品
- くらこん 塩こんぶ
- くらこん とろろ昆布
- くらこん おぼろ昆布
- くらこん だし昆布
- くらこん 昆布巻

他
佃煮
- くらこん 煮っこりシリーズ
- くらこん 佃煮カップシリーズ

煮豆
- くらこん 煮豆屋さんシリーズ
- くらこん おかず屋さんシリーズ

その他
- くらこん おさかなやさんふりかけ
- くらこん ひじき
- くらこん おでんパック
- くらこん にしん

他